# .zr
.zrはザイールに割り当てられていた国別コードトップレベルドメイン（ccTLD）である。
1997年にコンゴ民主共和国への国名変更に伴い、.zrドメインに代わり.cdドメインが新たに使用されるようになった。2001年、既存の.zrドメイン使用サイトは廃止または.cdドメインに移行した。